# Нова латина
Нова латина (англ. New Latin) або неолатина — у минулому рух присвячений відновленню використання латинської мови у літературних та наукових творах у період приблизно між 1375—1900 роками. Після 1900 року на зміну новій латині прийшла сучасна латина.

## Поширення нової латини в Україні
В Україні нова латина мала певне поширення у 1300-1800 роках, що призвело до зародження нечисельної латинської літератури в Україні. Найвідомішими латинськими письменниками в Україні були богослови Григорій Сковорода,  Й. Верещинський, Ст. Оріховський, І. Габриєлович, А. Мазурковський, Я. Суші, та М. Рилла. У своїх новолатиномовних текстах вони писали полемічні трактати, філософські рефлексії на релігійну тематику, та історії окремих конфесій. Менш відомими були новолатинські письменники історичної проза С. Окольський, М. Хвальковський, Я. Юзефович, М. Лучкай та новолатинські письменники праць з медицинини та астрономії Ю. Дрогобич, Я. Сакович, та Я. Ласіцький.

## Науковці з України, що вивчають нову латину
Серед сучасних дослідників новолатині М. Безбородько, Н. Корж, О. Лефтерова, В. Миронова, О. Осауленко, О. Савчук, М. Трофимук, О. Трофимук, Л. Шевченко-Савчинська.